# واد مغمور

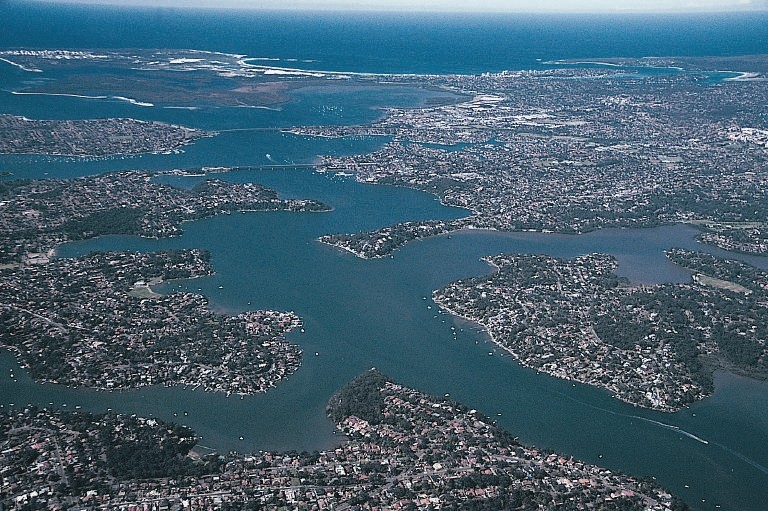
مصب نهر جورجس بأستراليا هو وادٍ مغمور

الوَادِي المَغْمُور (بالإنجليزية: ria أو drowned river valley)‏ هو مسطح مائي ساحلي شبيه بالخور، يصب فيه نهر من جهة، وهو متصل بالبحر من الجهة الأخرى، يتميز بأن مياه البحر تغمره، وهو ناتج عن ارتفاع مستوى البحر، وكذلك يُسمّى الوادي المغمور "شَرْم" كشرم ينبع.